# Puerto de la Matanela
El puerto de la Matanela es un paso de montaña en el límite sur de las Montañas pasiegas (España), situado entre las localidades cántabras de San Pedro del Romeral (a 7 km) y Resconorio (a 1 km).

## Descripción
Está situado a 17,4 km de Vega de Pas y a 13 del puerto del Escudo, al que se llega tras cruzar el puerto de la Magdalena. 
Tiene un desnivel medio de 3% desde el pueblo de San Pedro. 
Pasa por él la carretera (CA-632; CA-633), asfaltada y que alterna fuertes pendientes con tramos relativamente llanos. En su punto más alto, recorre casi 4 kilómetros de escaso desnivel por territorio burgalés.